# Cecil Frank Powell
Cecil Frank Powell FRS (Tonbridge, 5 de dezembro de 1903 — Bellano, 9 de agosto de 1969) foi um físico britânico.
Foi laureado com o Nobel de Física de 1950, pelo desenvolvimento do método fotográfico para estudo de processos nucleares e por descobertas relacionadas com os mésons.

## Política global
Ele foi um dos signatários do acordo para convocar uma convenção para a elaboração de uma constituição mundial. Como resultado, pela primeira vez na história da humanidade, uma Assembleia Constituinte Mundial se reuniu para redigir e adotar a Constituição para a Federação da Terra.

## A controvérsia sobre o Prêmio Nobel de Física 1950
Em 1935, o físico japonês Hideki Yukawa, para tentar explicar a natureza da estabilidade do núcleo dos átomos – uma questão fundamental para compreender a estrutura da matéria –, propôs uma teoria que previa a existência de uma partícula com massa de valor intermediário entre a do próton e do elétron, chamada méson, responsável pela força de atração entre prótons e nêutrons - a chamada força nuclear  forte. Ao longo dos anos 1930, inúmeros experimentos foram realizados em diferentes partes do mundo para tentar encontrar esta partícula, mas todos os resultados apresentaram contradições.
Em 1947, em Bristol, na Inglaterra, um jovem físico brasileiro, César Lattes, que integrava o grupo de Cecil Frank Powell e Giuseppe Occhialini, conseguiu observar esses mésons pela primeira vez, em experiências feitas à margem dos procedimentos, para aprimorar um novo método de registro fotográfico com emulsões nucleares. Com isso, Lattes conseguiu eliminar todas as contradições verificadas nos experimentos precedentes.

Em 1949, Hideki Yukawa ganhou o prêmio Nobel por sua previsão teórica da existência dos mesóns. Mas, no ano seguinte, o Nobel de Física foi para Cecil Frank Powell, pelo desenvolvimento do método fotográfico de estudo dos processos nucleares e pelas descobertas sobre os mésons feitas com esse método, apesar de Lattes ter sido o principal pesquisador e o primeiro autor do histórico artigo sobre os mésons, publicado na revista Nature. O artigo descrevia a partícula subatômica  méson pi (ou píon). Lattes fora responsável pela melhoria da emulsão nuclear (ele simplesmente pedira à Kodak que acrescentasse mais boro à emulsão), o que possibilitou sua grande descoberta experimental, em 1947. A aparente razão de o prêmio ter sido atribuído somente a Powell é que, até 1960, a política do comitê do Nobel era premiar apenas o chefe da equipe responsável pela pesquisa. Lattes, que então tinha 23 anos, era apenas um membro da equipe. Ele também foi o responsável pelo cálculo da massa do píon e, com o físico norte-americano Eugene Gardner, demonstrou a existência dessa partícula após colisões realizadas em um síncrotron.